# Вариводе
Вариводе су насељено мјесто у општини Кистање, Далмација, Хрватска. Према прелиминарним подацима са последњег пописа 2021. године у месту је живело 64 становника.

## Географија
Вариводе се налазе око 9 км југозападно од Кистања.

## Историја
Насеље је од 1991. до 1995. било у саставу Републике Српске Крајине. Након хрватске операције „Олуја“, на дан 28. септембра 1995, хрватски војници су у Вариводама убили 9 српских стараца (Масакр у Вариводама).

### Споменик
У насељу је 2010. године подигнут споменик деветорици српских цивила убијених 28. септембра 1995. године. Крст на споменику је поломљен у априлу 2010. године, споменик је потом демолиран, а 5. октобра исте године споменик је поново постављен уз присуство председника Хрватске Иве Јосиповића и саветника председника Србије за дијаспору Млађана Ђорђевића. Натпис на споменику гласи: Недужним и мучки убијеним мјештанима Варивода 28. септембра 1995.

## Становништво
Према попису из 1991. године, Вариводе су имале 477 становника, од чега 472 Срба, 2 Југословена, 1 Хрвата и 2 остала. Према попису становништва из 2001. године, Вариводе су имале 93 становника. Вариводе су према попису из 2011. године имале 124 становника, и биле су углавном насељене Србима.
| Националност       | 1991. | 1981. | 1971. | 1961. |
| Срби               | 472   | 511   | 645   | 747   |
| Југословени        | 2     | 31    | 1     |       |
| Хрвати             | 1     | 3     | 2     | 3     |
| остали и непознато | 2     | 1     | 7     | 1     |
| Укупно             | 477   | 546   | 655   | 751   |

| Демографија | Демографија | Демографија |
| Година      | Становника  | Становника  |
| ----------- | ----------- | ----------- |
| 1961.       | 751         |             |
| 1971.       | 655         |             |
| 1981.       | 546         |             |
| 1991.       | 477         |             |
| 2001.       | 93          |             |
| 2011.       | 124         |             |

### Попис 1991.
На попису становништва 1991. године, насељено место Вариводе је имало 477 становника, следећег националног састава:
| Национални састав према попису из 1991.‍ | Национални састав према попису из 1991.‍ | Национални састав према попису из 1991.‍ | Национални састав према попису из 1991.‍ | Национални састав према попису из 1991.‍ |
| --------------------------------------- | --------------------------------------- | --------------------------------------- | --------------------------------------- | --------------------------------------- |
|                                         |                                         |                                         |                                         |                                         |
| Срби                                    | Срби                                    |                                         | 472                                     | 98,95%                                  |
| Југословени                             | Југословени                             |                                         | 2                                       | 0,41%                                   |
| Хрвати                                  | Хрвати                                  |                                         | 1                                       | 0,20%                                   |
| непознато                               | непознато                               |                                         | 2                                       | 0,41%                                   |
| укупно: 477                             |                                         |                                         |                                         |                                         |

### Родови
У Вариводама су до 1995. године живели родови:
Православци
- Берићи, славе Св. Јована;
- Гајице, славе Ђурђевдан;
- Гладовићи, славе Ђурђевдан;
- Граовци, славе Суботу Св. Лазара;
- Добријевићи, славе Св. Стефана;
- Дукићи, славе Ђурђевдан;
- Илијашевићи, славе Ђурђевдан;
- Јелаче, славе Ђурђевдан;
- Јерковићи, славе Ђурђевдан;
- Мијалице, славе Ђурђевдан;
- Покрајци, славе Ђурђевдан;
- Ракићи, славе Ђурђевдан;
- Ћосићи, славе Св. Стефана.